# Phelliactis spinosa
Phelliactis spinosa is een zeeanemonensoort uit de familie Hormathiidae. De anemoon komt uit het geslacht Phelliactis. Phelliactis spinosa werd in 1928 voor het eerst wetenschappelijk beschreven door Carlgren. 